# Вілянуева-дель-Фресно
Вілянуева-дель-Фресно (ісп. Villanueva del Fresno) — муніципалітет в Іспанії, у складі автономної спільноти Естремадура, у провінції Бадахос. Населення — 3663 особи (2010).

## Географія
Муніципалітет розташований на португальсько-іспанському кордоні.
Муніципалітет розташований на відстані близько 370 км на південний захід від Мадрида, 60 км на південь від Бадахоса.

## Демографія
Динаміка населення (INE ):